# 15e cérémonie des Gotham Independent Film Awards
La 15e cérémonie des Gotham Independent Film Awards, décernés par l'Independent Feature Project, a eu lieu le 30 novembre 2005, et a récompensé les films indépendants réalisés dans l'année.

## Palmarès

### Meilleur film
- A History of Violence[2]